# Casual Friday
Casual Friday (englisch „lässiger Freitag“) bezeichnet die Gepflogenheit in Unternehmen und Büros, freitags von einer bestehenden Kleiderordnung abzurücken.

## Geschichte
Der Casual Friday nahm seinen Anfang in den USA der 1950er und 1960er Jahre, als Hewlett-Packard seinen Mitarbeitenden erlaubte, sich freitags legerer zu kleiden und an neuen Ideen zu arbeiten. 1966 wurde zudem auf Hawaii der Aloha Friday eingeführt, der es den Angestellten dort gestattete freitags Hawaiihemden zu tragen.
Weitere Verbreitung fand der Casual Friday allerdings erst in den frühen 1990er Jahren, als Gegenbewegung zur aufwändigen amerikanischen Bürokleidung der 1980er Jahre, denn der sogenannte power suit war teuer und konnte zahlreiche Accessoires wie Krawattenspangen, Manschettenknöpfe und Kragennadeln umfassen. Der Casual Friday bedeutete, dass Männer zum Anzug keine Krawatte tragen mussten und Frauen beispielsweise auf einen Blazer verzichten konnten. 1994 gab es in 497 der 1000 größten amerikanischen Unternehmen Casual Fridays, darunter beispielsweise General Motors, Ford und IBM.
Valerie Steele nannte die Einführung des Casual Friday die radikalste Veränderung der Arbeitsmode seit den 1970er Jahren, als Frauen das Recht einforderten, im Büro Hosen zu tragen. Die Verbreitung des Casual Friday ging einher mit einer generellen Lockerungen von Kleiderordnungen in der westlichen Welt. Modemarken wie Levi’s beförderten durch ihr Marketing bewusst die Entwicklung der Mode zu „business casual“, um den Absatz ihrer Produkte zu erhöhen.
Heute gelten in vielen Unternehmen weniger strenge Kleiderordnungen, so sind etwa Krawatten oft optional und Damenkostüme seltener. Der Casual Friday verbreitete sich in den gesamten USA, in Europa und Asien. Er kann, je nach Unternehmen, Unterschiedliches bedeuten: von Polohemd bis T-Shirt, von Chinohose bis Jeans, von Rock bis Sommerkleid.
Einige Unternehmen, insbesondere aus dem kreativen Bereich, haben einen Formal Friday eingeführt. Da die Mitarbeitenden dort üblicherweise leger gekleidet sind, wird am Freitag oder zumindest an einzelnen Freitagen bewusst formelle Kleidung getragen.